# Biała (dopływ Czarnej Okszy)
Biała (Kocinka, Szarlejka) – struga, prawostronny dopływ Kocinki (Czarnej Okszy) o długości 11,39 km.
Struga płynie województwie śląskim, w Częstochowie i powiecie kłobuckim. Jej źródła znajdują się w okolicach wsi Szarlejka. Płynie na wschód w kierunku Częstochowy. Na terenie dzielnicy Grabówka zmienia kierunek na północny. Następnie przepływa przez wsie Biała i Kopiec, gdzie u jej ujścia do Czarnej Okszy znajdują się stawy hodowlane.